# Saint-Cernin (Cantal)
Saint-Cernin é uma comuna francesa na região administrativa de Auvérnia-Ródano-Alpes, no departamento de Cantal. Estende-se por uma área de 46,56 km². Em 2010 a comuna tinha 1 099 habitantes (densidade: 23,6 hab./km²).